# Yên Lâm, Hàm Yên
Yên Lâm là một xã thuộc huyện Hàm Yên, tỉnh Tuyên Quang, Việt Nam.
Xã có diện tích 128 km², dân số năm 1999 là 3539 người, mật độ dân số đạt 28 người/km².